# Ашу Касим
Ашу Касим Рабо — эфиопская бегунья на длинные дистанции, которая специализируется в марафоне. Серебряная призёрка чемпионата мира по полумарафону 2006 года в командном первенстве. На Всеафриканских играх 2007 года заняла 4-е место в беге на 10 000 метров. Заняла 3-е место на Пражском марафоне 2010 года — 2:29.54. 
Победительница Сямыньского марафона 2012 года с результатом 2:23.09. Заняла 3-е место на Шанхайском марафоне 2013 года — 2:26.34.

## Личные рекорды
- 3000 метров — 9.02,43
- 5000 метров — 15.32,33
- 10 000 метров — 31.46,05
- Полумарафон — 1:10.05
- Марафон — 2:23.09